# Comuna de Inowłódz
Inowłódz (polaco: Gmina Inowłódz) é uma gminy (comuna) na Polónia, na voivodia de Lodz e no condado de Tomaszowski (łódzki). A sede do condado é a cidade de Inowłódz.
De acordo com os censos de 2004, a comuna tem 3870 habitantes, com uma densidade 39,5 hab/km².

## Área
Estende-se por uma área de 98,04 km², incluindo:
- área agricola: 34%
- área florestal: 60%

## Demografia
Dados de 30 de Junho 2004:
|                      | Total   | Total | Mulheres | Mulheres | Homens  | Homens |
| -------------------- | ------- | ----- | -------- | -------- | ------- | ------ |
|                      | pessoas | %     | pessoas  | %        | pessoas | %      |
| População            | 3870    | 100   | 2009     | 51,9     | 1861    | 48,1   |
| Densidade (pop./km²) | 39,5    | 100   | 20,5     | 20,5     | 19      | 19     |

De acordo com dados de 2002, o rendimento médio per capita ascendia a 1939,83 zł.

## Subdivisões
- Brzustów, Dąbrowa, Inowłódz, Konewka, Królowa Wola, Liciążna, Poświętne, Spała, Zakościele, Żądłowice.

## Comunas vizinhas
- Czerniewice, Lubochnia, Opoczno, Poświętne, Rzeczyca, Sławno, Tomaszów Mazowiecki